# San Sebastian (Samar)
San Sebastian è una municipalità di quinta classe delle Filippine, situata nella Provincia di Samar, nella regione di Visayas Orientale.
San Sebastian è formata da 14 baranggay:
- Balogo
- Bontod
- Cabaywa
- Camanhagay
- Campiyak
- Canduyucan
- Dolores
- Hita-asan I
- Hita-asan II
- Inobongan
- Poblacion Barangay 1
- Poblacion Barangay 2
- Poblacion Barangay 3
- Poblacion Barangay 4